# Zeepipe
Zeepipe is een pijplijn voor het transport van aardgas tussen Noorwegen en België. De pijplijn ligt bijna volledig in zee, op de Noordzeebodem. Met de aanleg werd in 1993 begonnen. Het Noorse Gassled is de eigenaar en Equinor voert het technisch onderhoud uit. Het gas komt in Zeebrugge aan land en de ontvangstterminal is voor 51% in handen van Fluxys en de rest is in handen van partner Gassled.

## Zeepipe I
De Zeepipe I-leiding werd op 1 oktober 1993 in gebruik genomen. Het is 814 kilometer lang (506 mijl) en loopt van het Sleipnerveld in het Noorse deel van de Noordzee naar een ontvangstterminal in Zeebrugge. De pijpleiding heeft een diameter van 1000 millimeter en een capaciteit van 15 miljard m³ aardgas per jaar. Bij het gereedkomen was het de langste offshore pijpleiding ter wereld.
Het tweede deel van Zeepipe I bestaat uit een 760 mm pijpleiding van het gasveld Draupner S naar Sleipner. Dit is een korte pijplijn van 30 km lang.
Het contract voor de aanleg en inbedrijfstelling werd gegund aan Halliburton Oilfield Services Inc.. De pijpleiding werd gelegd door de gespecialiseerde schepen Semac 1 en Castoro Sei.

## Zeepipe II A
Zeepipe II is in gebruik sinds 1996. Deze heeft een lengte van 303 kilometer en een diameter van 1000 mm. Deze pijplijn verbindt het Sleipnerveld met een gasbehandelingsinstallatie in Kollsnes in Noorwegen. In deze fabriek wordt aardgas uit het Trollveld bewerkt. De capaciteit van Zeepipe II A is 26,3 miljard m³ per jaar.

## Zeepipe II B
Zeepipe II B is operationeel vanaf 1 oktober 1997. De ligt tussen Kollsnes naar het platform Draupner E. Draupner E is transporthub en staat in 70 meter diep water. Op dit platform wordt het transport van gas geregeld, de kwaliteit van het gas gecontroleerd, van hieruit kan onderhoud worden gepleegd en kan het gas naar diverse bestemmingen worden gestuurd, waaronder Zeebrugge. De diameter is 1000 mm en overbrugt een afstand van 304 kilometer. Deze pijplijn heeft een jaarlijkse capaciteit van 25,9 miljard m³.